# Elite World Cops
Elite World Cops (en español, Policía de élite) es una serie de televisión original de Discovery Channel protagonizada por el exsoldado del SAS y ahora escritor Chris Ryan, quien viaja a través del mundo conociendo algunas de las mejores unidades policiales de élite. El formato de la serie conlleva el que Ryan se involucre con la unidad que lo acoge, observando las tácticas, el equipo y comparando sus experiencias con las que tuvo en el SAS. Habitualmente, al final del episodio participa en una misión real. El show está siendo emitido actualmente en el canal Bravo del Reino Unido, y dentro de la televisión por cable en Discovery Channel.

## Primera temporada
A continuación se detallan algunas de las unidades de operaciones especiales que visitó Chris Ryan.
| Ep. | Unidad Policial | País       | Primera Emisión         | Operación Contra       | Resumen |
| --- | --------------- | ---------- | ----------------------- | ---------------------- | --- |
| 1   | JUNGLAS         | Colombia   | 11 de noviembre de 2008 | Narcotráfico           | Después del entrenamiento es invitado a formar parte en las operaciones de localización y destrucción de un laboratorio de cocaína en la jungla y supervisando a civiles en la destrucción de plantaciones de coca, proporcionándoles protección por igual. |
| 2   | BOPE            | Brasil     | 18 de noviembre de 2008 | Narcotráfico           | La operación incluye la visita a algunas de las favelas, donde la policía trata de retomar el control de las calles que se encuentran en manos de las bandas, pandillas y distribuidores de drogas. |
| 3   | SUNKAR          | Kazajistán | 25 de noviembre de 2008 | Narcotráfico           | El entrenamiento implica el Combate de Centro Cerrado (Close Quarter Battle), la utilización de piezas militares de la antigua Unión Soviética, incluyendo el BTR 60 (transportador blindado de personal) y RPG’s. Las operaciones incluyen la detención de traficantes de drogas, quienes intentan trasladar heroína por Kazajistán y de grupos dedicados a la siembra de marihuana.                                                 |
| 4   | BOA             | Polonia    | 2 de diciembre de 2008  | Tráfico de armas       | Es la unidad tipo SWAT de Polonia, encargada de las acciones que la policía local no puede manejar y desde los atentados del 11 de septiembre de 2001, también desempeña tareas de contraterrorismo. El entrenamiento realizado consiste en descenso rápido de cuerda, extracción en helicóptero y combate de centro cerrado. En su operación real, la unidad realiza el aseguramiento de la casa de un presunto traficante de armas. |
| 5   | MAGAV           | Israel     | 9 de diciembre de 2008  | Yihadismo              | Es la Unidad Elite Encubierta de ContraTerrorismo conocida como Yamas, realizando operaciones en los Territorios Palestinos, rastreando y arrestando a delincuentes de alta peligrosidad.. |
| 6   | STF             | Sri Lanka  | 16 de diciembre de 2008 | Terrorismo separatista | Chris se une al STF donde aprenderá las principales tácticas para combatir a los Tigres Tamiles. El entrenamiento estará principalmente basado en patrullar la jungla a pie, resaltando las técnicas de camuflaje y contrarrestar una emboscada a una caravana con intento de secuestro. |
| 7   | GOPES           | México     | 23 de diciembre de 2008 | Narcotráfico           | Realizó entrenamiento en combate de centro cerrado, en control de disturbios y en un simulacro de operación antisecuestros de un Boeing 727 en el Aeropuerto Internacional de la Ciudad de México. En la operación real, participó en una incursión dentro de una zona delictiva de la Ciudad de México. |